# Qadan
Qadan és una cultura paleolítica desenvolupada a Egipte i Núbia vers el 13000 aC-8000 aC. La forma de vida d'aquesta cultura es caracteritzava per la caça, així com per un enfocament únic per a la recollida d'aliments que incloïa la preparació i el consum d'herbes i grans silvestres. Hi ha evidències que el poble de Qadan va fer esforços sistemàtics per a regar, cuidar i recol·lectar la vida vegetal local, però no es té constància de plantació.
Els jaciments d'aquest període cultural comprenen des de la segona cascada del Nil fins a Tushka, situada aproximadament a 250 quilòmetres al nord d'Assuan.
En termes arqueològics, la cultura de Qadan es considera generalment com un cúmul de comunitats de l'etapa Mesolítica que vivien a la zona de Núbia, a la vall superior del Nil, abans del 9000 aC, en una època de nivells d'aigua relativament elevats del Nil. La cultura es caracteritzava per una indústria lítica diversa que sembla representar graus creixents d'especialització i agrupacions regionals diferenciades localment. S'han trobat grans quantitats de pedres i fulles abrasives amb pel·lícules brillants de sílice, que podrien ser el resultat de tallar tiges de vegetals a les seves superfícies.
Hi ha algunes evidències de conflicte entre els grups, cosa que suggereix períodes d'invasió o una intensa guerra inter-tribal. De fet, al voltant del 40 % de les persones enterrades al cementiri de Djebel Sahaba, a prop de la frontera del Sudan, al riu Nil, mostren ferides mortals causades per projectils provinents d'armes com ara llances, dards o fletxes. A més, les restes trobades als cementiris suggereixen que es practicaven enterraments rituals.
L'economia del Qadan es basava en la pesca, la caça i, com s'ha esmentat, l'ús extensiu de les llavors salvatge.